# ウィレム・コイマンス
『ウィレム・コイマンス』（蘭: Willem Coymans, 英: Willem Coymans）は、17世紀オランダ絵画黄金時代の巨匠フランス・ハルスが1645年にキャンバス上に油彩で制作した肖像画である。画面上部右側の盾の下に「AETA SVAE.22 / 1645」という銘文と制作年が記されている。作品は1937年にアンドリュー・メロンのコレクションから寄贈されて以来、ワシントンのナショナル・ギャラリー・オブ・アートに所蔵されている。

## 作品
ハルスは、17世紀初めのオランダで最も重要な芸術の中心地ハールレムで第一の肖像画家であった。彼は比較的わずかな筆致でモデルの人物を描く異様な才能で名高く、肖像画を生き生きとしたものとするために非公式なポーズで人物を描いている。ハルスは準備素描なしに直接キャンバスに描いたが、その様式の流麗さと表現性は、絵画における即興的な効果を求めた19世紀のフランスとアメリカの画家たちに影響を与えることとなった。
背後の壁上に見える牛の3つの頭部がある紋章により、本作の青年はハールレムの富裕な一家の一員であることが示されている。牛の頭部は直接的にオランダの家族の名前「コイマンス」に言及しているもので、それは「牛の男」と訳せる。ラテン語が記されているこの紋章に加え、古文書や家系図の情報から、モデルの人物は1645年に22歳であったコイマンス家の末っ子ウィレムであることがわかる。このウィレムの肖像だけでなく、ハルスはコイマンス家の少なくとも4人のほかの人物の肖像も描いた。
ウィレムは片腕をざっくばらんに椅子の背もたれに掛けて、非公式なポーズで座っており、画面には生き生きとした感覚が生まれている。彼は折り目のある白いシャツの上にスリットのある袖がついた錦織の上衣を着ているが、ハルスに典型的な大胆な筆致は、とりわけ金糸の刺繍と袖のパリっとした感じに見て取れる。粋な角度で被っている帽子の上の玉飾りや、シャツの不相応に大きなカラーは、ウィレムを洒落者に見せている。とはいえ、ハルスが強調しているのはウィレムの富と地位ではなく、彼の若さと溌溂とした精神である。